# Igor Gomes
Igor Silveira Gomes (* 17. März 1999 in São José do Rio Preto) ist ein brasilianischer Fußballspieler, der aktuell beim Erstligisten Atlético Mineiro unter Vertrag steht. Der offensive Mittelfeldspieler war bis Februar 2020 brasilianischer U20-Nationalspieler.

## Karriere

### Verein
Der in São José do Rio Preto geborene Igor Gomes begann mit dem Fußballspielen in der Jugend des lokalen América FC und über den Tanabi EC kam er dann mit 14 Jahren in die Nachwuchsabteilung des São Paulo FC. Dort beeindruckte er in diversen Juniorenmannschaften, bevor er im September 2018 einen 4-1/2-Jahres-Vertrag unterzeichnete und zusammen mit Helinho und Antony in die erste Mannschaft befördert wurde. Am 26. November (37. Spieltag) debütierte er beim 0:0-Unentschieden gegen Sport Recife in der höchsten brasilianischen Spielklasse, als er in der Schlussphase für Felipe Araruna eingewechselt wurde. bei der 0:1-Auswärtsniederlage gegen Chapecoense am letzten Spieltag eine Woche später, kam er erneut zu einem Kurzeinsatz.
Seine ersten beiden Treffer für seinen Verein erzielte er am 24. März 2019 beim 2:1-Sieg gegen den Ituano FC in der Campeonato Paulista. In diesem Spieljahr 2019 etablierte er sich als Rotationsspieler. Sein erstes Ligator machte er am 5. Oktober (23. Spieltag) im Spiel gegen Fortaleza EC, als er nach seiner Einwechslung den Siegestreffer zum 2:1 erzielte. Die Ligasaison beendete er mit 29 Einsätzen, in denen er zwei Tore und zwei Vorlagen sammeln konnte.
Anfang Januar 2023 gab Atlético Mineiro aus Belo Horizonte die Verpflichtung von Gomes bekannt.

### Nationalmannschaft
Igor Gomes nahm im Jahr 2017 mit der brasilianischen U20-Nationalmannschaft am Turnier von Toulon teil.
Im Dezember 2018 wurde er von Trainer Carlos Amadeu für in den Kader der U20 für die U20-Südamerikameisterschaft 2019 in Chile nominiert. Beim Turnier kam er in acht Spielen zum Einsatz und belegte mit Brasilien den 5. Rang.

## Spielweise
Igor Gomes übernimmt am Spielfeld die Rolle des Trequartistas, einem im offensiven Mittelfeld agierenden Spielmacher. Er überzeugt mit seinen technischen Qualitäten und seiner Spielintelligenz, wodurch er in seiner Heimat mit dem ehemaligen Weltklassespieler Kaká verglichen wird. Dieser spielte auf der exakt selben Position und stammt wie Gomes aus der Nachwuchsabteilung des São Paulo FC.

## Erfolge
São Paulo
- Copa do Brasil U20: 2018
- Supercopa U20: 2018
- Staatsmeisterschaft von São Paulo: 2021

Atlético Mineiro
- Staatsmeisterschaft von Minas Gerais: 2023